# Introduction to Destruction
Introduction to Destruction е първото DVD на пънк рок групата Sum 41, което излиза през 2001 г. DVD-то съдържа филм с направени на живо концерти в Лондон и всички възможни музикални клипове на групата към момента.

## Видео Клипове
1. Motivation 2:52
2. Nothing On My Back 3:01
3. Makes No Difference 3:10
4. Rhythms 2:58
5. In Too Deep 3:27
6. All She's Got 2:21
7. Handle This 3:37
8. Machine Gun 2:29
9. Crazy Amanda Bunkface 2:15
10. It's What We're All About 3:49
11. Fat Lip 2:58